# Muchacha italiana viene a casarse
Muchacha italiana viene a casarse är en mexikansk telenovela från 2014 till 2015, med Livia Brito och José Ron i huvudrollerna.

## Rollista (i urval)
- Livia Brito - Fiorella Bianchi
- José Ron - Pedro Ángeles
- Enrique Rocha - Vittorio Dragone
- Fernando Allende - Sergio Ángeles
- Isela Vega - Eloísa Ángeles
- Salvador Pineda - Dante Dávalos
- Maribel Guardia - Julieta
- Lourdes Munguía - Joaquina
- Francisco Gattorno - Aníbal Valencia
- Nailea Norvind - Federica Ángeles